# لوكاس سميتس
لوكاس سميتس (بالهولندية: Lukas Smits)‏ هو رسام هولندي، ولد في 23 مايو 1935 في Ravenswaaij ‏ في هولندا.